# دیجیتال ای‌ام‌پی‌اس
S-54 و IS-136 سیستم‌های تلفن همراه نسل دوم (2G) هستند که با نام‌های دیجیتال ای‌ام‌پی‌اس (D-AMPS) (به انگلیسی: Digital AMPS) شناخته می‌شوند و توسعه دیگری از سیستم 1G هست که در آمریکای شمالی پیشرفته شدهٔ سیستم تلفن همراه پیشرفته (AMPS) است. از زمان استقرار اولین شبکه تجاری در سال ۱۹۹۳ در سراسر قاره آمریکا، به ویژه در ایالات متحده و کانادا رواج داشت. [1] D-AMPS به عنوان پایان عمر در نظر گرفته می‌شود و با شبکه‌های موجود با فناوری‌های GSM / GPRS یا CDMA2000 جایگزین شده‌است.
این سیستم اغلب به عنوان TDMA شناخته می‌شود. این نام بر اساس مخفف تقسیم زمان دسترسی چندگانه، یک روش دسترسی چندگانه متداول است که در اکثر استانداردهای 2G از جمله GSM و همچنین در IS-54 و IS-136 استفاده می‌شود. D-AMPS با GSM و سیستم‌های مبتنی بر تقسیم کد دسترسی چندگانه (CDMA) در رقابت است.
D-AMPS از کانالهای AMPS موجود استفاده می‌کند و امکان انتقال مستقیم بین سیستم‌های دیجیتال و آنالوگ را در همان منطقه فراهم می‌کند. با تقسیم هر جفت کانال ۳۰ کیلوهرتز به سه شکاف زمانی (از این رو تقسیم زمان) و فشرده سازی دیجیتالی داده‌های صوتی، ظرفیت طراحی آنالوگ قبل افزایش یافته‌است، و سه برابر ظرفیت مکالمه را در یک سلول واحد انجام می‌دهد. یک سیستم دیجیتالی نیز در ابتدا تماسها را ایمن تر می‌کرد، زیرا اسکنرهای آنالوگ نمی‌توانستند به سیگنال‌های دیجیتالی دسترسی پیدا کنند. تماسها با استفاده از CMEA رمزگذاری شد، که بعداً ضعیف است. [۲]
IS-136 تعدادی خصوصیت را به مشخصات اصلی IS-54 اضافه کرد، از جمله پیام رسانی متن، داده‌های تغییر مدار (CSD) و یک پروتکل فشرده سازی بهبود یافته. SMS و CSD هر دو به عنوان بخشی از پروتکل GSM در دسترس بودند، و IS-136 آنها را با روشی تقریباً یکسان اجرا کرد.
شبکه‌های بزرگ IS-136 سابق، از جمله AT&T در ایالات متحده و Rogers Wireless در کانادا، شبکه‌های IS-136 موجود خود را به GSM / GPRS ارتقا داده‌اند. راجر بی‌سیم تمام ۱۹۰۰ مگاهرتز IS-136 را در سال ۲۰۰۳ از بین برد و همین کار را به دلیل عدم موفقیت تجهیزات با طیف ۸۰۰ مگاهرتز خود انجام داد. راجرز شبکه IS-136 خود (به همراه AMPS) را در ۳۱ مه ۲۰۰۷ غیرفعال کرد. AT&T در فوریه ۲۰۰۸ به دنبال آن، TDMA و AMPS را خاموش کرد.
Alltel، که از فناوری CDMA2000 استفاده می‌کند اما یک شبکه TDMA را از Western Wireless به دست آورد، شبکه‌های TDMA و AMPS خود را در سپتامبر ۲۰۰۸ خاموش کرد. US Cellular که هم‌اکنون از فناوری CDMA2000 استفاده می‌کند، شبکه TDMA خود را در فوریه ۲۰۰۹ خاموش کرد.
IS-54 اولین سیستم ارتباطی سیار است که امنیت را فراهم کرده و اولین کسی که از فناوری TDMA بهره می‌برد. [۳]

## توضیحات سیستم
بحث در مورد یک سیستم ارتباطی بدون توضیح یک مثال از سیستم کامل نخواهد بود. یک تلفن همراه دو حالته مطابق با استاندارد IS-54 مشخص شده‌است. تلفن دو حالته قادر به کار در یک سلول فقط آنالوگ یا یک سلول دو حالته است. فرستنده و گیرنده هر دو از برنامه‌های آنالوگ FM و تقسیم زمان دیجیتال تقسیم چندین دسترسی (TDMA) پشتیبانی می‌کنند. انتقال دیجیتال ترجیح داده می‌شود، بنابراین هنگامی که یک سیستم سلولی توانایی دیجیتالی دارد، ابتدا به واحد موبایل یک کانال دیجیتال اختصاص می‌یابد. اگر کانالهای دیجیتالی در دسترس نباشد، سیستم تلفن همراه یک کانال آنالوگ را اختصاص می‌دهد. فرستنده سیگنال صوتی را به فرکانس رادیویی (RF) تبدیل می‌کند و گیرنده سیگنال RF را به سیگنال صوتی تبدیل می‌کند. آنتن انرژی کانونی را برای دریافت و انتقال به فضای آزاد متمرکز و تبدیل می‌کند. کنترل پنل به عنوان مکانیسم ورودی / خروجی برای کاربر نهایی استفاده می‌شود و صفحه کلید، صفحه نمایش، میکروفون و بلندگو را پشتیبانی می‌کند. هماهنگ‌کننده انتقال همزمان را انجام می‌دهد و توابع واحد موبایل را دریافت می‌کند. تلفن همراه دو حالته شامل موارد زیر است:
- فرستنده
- مونتاژ آنتن
- گیرنده
- صفحه کنترل
- هماهنگ‌کننده